# Horst Buchholz
Horst Werner Buchholz (4 de dezembro de 1933 – 3 de março de 2003) foi um ator alemão que apareceu em mais de 60 longas-metragens de 1951 a 2002. Durante sua juventude, ele às vezes era chamado de "o James Dean alemão". Ele é talvez mais conhecido nos países de língua inglesa por seu papel como Chico em The Magnificent Seven (1960), como um comunista em One, Two, Three (1961), de Billy Wilder, e como Dr. Lessing em A Vida É Bela (1997).

## Juventude
Horst Buchholz nasceu em Berlim, filho de Maria Hasenkamp. Ele nunca conheceu seu pai biológico, mas adotou o sobrenome de seu padrasto Hugo Buchholz, um sapateiro, com quem sua mãe se casou em 1938. Sua meia-irmã Heidi, nascida em 1941, deu-lhe o apelido de Hotte, que ele guardou pelo resto da vida.
Durante a Segunda Guerra Mundial, foi evacuado para a Silésia e, no final da guerra, encontrou-se num lar adotivo na Checoslováquia. Ele voltou para Berlim assim que pôde.
Buchholz mal terminou os estudos antes de procurar trabalho teatral, aparecendo pela primeira vez no palco em 1949. Ele logo deixou a casa de sua infância em Berlim Leste para trabalhar em Berlim Ocidental. Estabeleceu-se no teatro, notadamente no Teatro Schiller, e no rádio.

## Início da carreira cinematográfica
Buchholz expandiu-se para o cinema fazendo dublagem em língua estrangeira, por exemplo, Espoleta em Pinóquio e Ben Cooper em Johnny Guitar.
Em 1951, ele começou a conseguir papéis pequenos e não creditados na tela em filmes como Warum? (1951) e Die Spur führt nach Berlin (1952).
Ele teve um papel maior em Marianne de ma jeunesse (1954), dirigido por Julien Duvivier e esteve no telefilme Die Schule der Väter. Ele estava em Himmel ohne Sterne (1955) de Helmut Käutner e Regine (1956).

## Estrelato

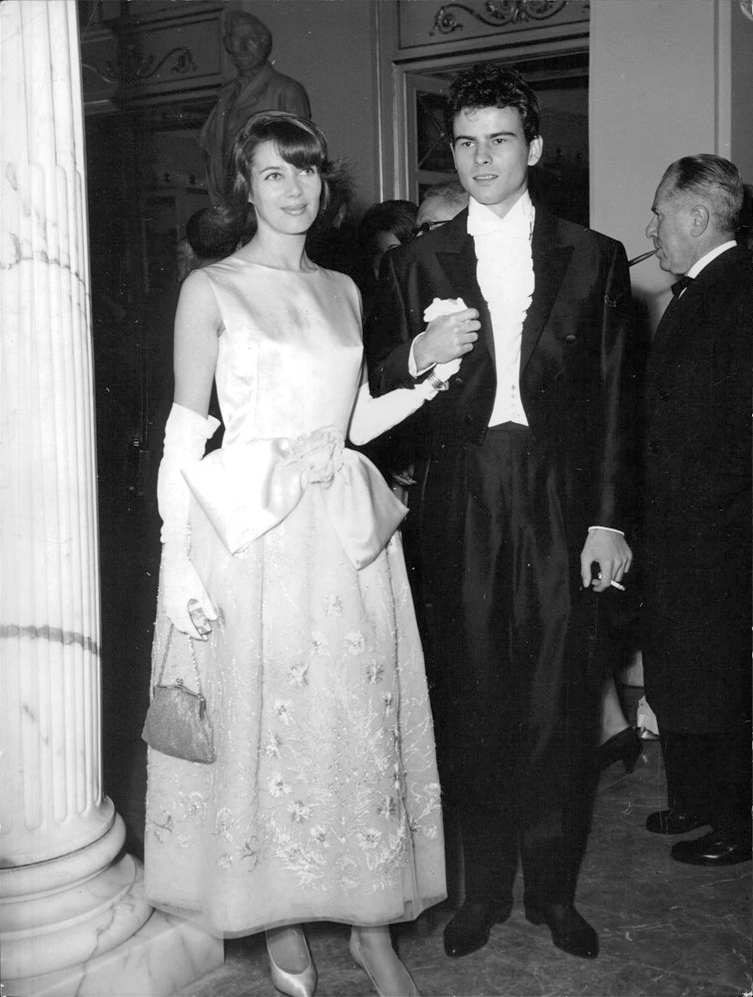
Horst Buchholz com sua esposa Myriam Bru, final dos anos 1950

Sua beleza juvenil lhe rendeu um papel em Die Halbstarken (1956), que o tornou um favorito dos adolescentes na Alemanha; uma versão dublada em inglês foi lançada nos Estados Unidos como Teenage Wolfpack, com Buchholz anunciado como Henry Bookholt e promovido como um novo James Dean.
Ele esteve em Herrscher ohne Krone (1957) e depois em Robinson soll nicht sterben (1957) com Romy Schneider. O estrelato completo resultou de Bekenntnisse des Hochstaplers Felix Krull (1957), no qual ele interpretou o papel principal de um vigarista narcisista de alta classe; foi dirigido por Kurt Hoffmann e baseado no romance de Thomas Mann. Fez outro com Schneider, Monpti (1957), também conhecido como Love from Paris.
Naquele ano, ele estrelou Endstation Liebe (1958), Nasser Asphalt (1958) e Auferstehung (1958), também conhecido como Resurrection.

## Filmes em inglês
Buchholz começou a aparecer em filmes de língua inglesa em 1959, quando coestrelou a produção britânica Tiger Bay com Hayley Mills. Foi um sucesso notável. Em sua autobiografia, Mills revelou que tinha uma queda de estudante por Buchholz durante as filmagens de Tiger Bay e ficou triste quando o elenco lhe deu uma festa de noivado.
Ele retornou à Alemanha para Das Totenschiff (1959), depois aceitou uma oferta de Hollywood para interpretar um jovem aspirante a pistoleiro em The Magnificent Seven (1960), um remake de Os Sete Samurais (1954), de Akira Kurosawa, no qual interpretaria o papel originalmente interpretado por Toshiro Mifune na versão japonesa. Chegando aos Estados Unidos com tempo de sobra antes do início das filmagens, Buchholz permaneceu em Nova Iorque e apareceu na Broadway em uma adaptação de curta duração de Chéri (1959) e depois continuou para o oeste.
Depois de The Magnificent Seven, que se tornou um clássico, Buchholz atuou no drama romântico Fanny (1961) com Leslie Caron e Maurice Chevalier, e na comédia ambientada em Berlim One, Two, Three (1961), dirigida por Billy Wilder e estrelado por James Cagney. Embora filmados no México, França e Alemanha, respectivamente, eram produções de Hollywood e Buchholz havia começado um período de residência em Los Angeles. Ele provou ser popular entre o público americano, mas várias oportunidades perdidas frustraram a trajetória ascendente de sua carreira e ela começou a estagnar. Conflitos no cronograma de filmagem o impediram de aceitar os papéis oferecidos de Tony em West Side Story (1961) e Sherif Ali em Lawrence da Arábia (1962), papel que acabou indo para Omar Sharif. Em vez disso, ele desempenhou o papel principal em Nine Hours to Rama (1963) para a Twentieth Century Fox e La noia (1963), filmado na Itália com Bette Davis. Ele voltou à Broadway para aparecer em Andorra (1963), que teve curta duração.

## Estrela internacional
Seguindo o conselho de seu agente, como muitos outros atores convidados, ele recusou o papel principal em Por um Punhado de Dólares (1964). Ele esteve em La Fabuleuse Aventure de Marco Polo (1965) com Anthony Quinn; Estambul 65 (1965), um filme Euroespião; Johnny Banco (1967), comédia com Yves Allégret; e Cervantes (1967), cinebiografia de Miguel de Cervantes com Gina Lollobrigida. Ele estrelou em The Danny Thomas Hour (1968).
Buchholz estrelou Astragal (1969), Come, quando, perché (1969), La Colomba Non Deve Volare (1970) e Le Saveur (1971). Ele retornou brevemente aos papéis principais de Hollywood com The Great Waltz (1971), interpretando Johann Strauss.
Buchholz estrelou em ...aber Jonny! (1973) e The Catamount Killing (1974). Ele apareceu na televisão alemã em programas como Die Klempner kommen (1976).

## Ator coadjuvante
Buchholz passou a papéis coadjuvantes em filmes como The Savage Bees (1976), Raid on Entebbe (1976), Dead of Night (1977) e The Amazing Captain Nemo (1978). Ele estrelou episódios de Logan's Run, Fantasy Island, Charlie's Angels e How the West Was Won e teve o papel principal em Frauenstation (1977) e um papel em The French Atlantic Affair (1979).
Buchholz esteve em Contro 4 bandiere (1979) e Avalanche Express (1979). Ele foi colíder no Berlin Tunnel 21 (1981) e foi o mais cotado em Afrodite (1981). Ele estrelou Derrick e teve um papel coadjuvante em Sahara (1983).

## Carreira posterior
Buchholz se concentrou na Alemanha: Funkeln im Auge (1984) e Wenn ich mich fürchte (1984). Ele foi para Hollywood para papéis em Code Name: Emerald (1985) e Crossings (1986).
Os créditos de Buchholz incluem Affari di famiglia (1986), The Misses of Back then (1986) e The Treasure in No Man's Land (1987). Ele teve o papel principal em I Skrzypce Przestały Grać (1989) e o papel coadjuvante em Escape from Paradise (1990).
Buchholz apareceu em Ases: Iron Eagle III (1992), Touch and Die (1992), Tão Longe, Tão Perto (1993), Fantaghirò 4 (1995), Tödliches Erbe (1995), Der Clan der Anna Voss (1995), Maître Da Costa e O Pássaro de Fogo (1997). Ele interpretou o Dr. Lessing em A Vida É Bela (1997), de Roberto Benigni.
Ele esteve em Geisterstunde – Fahrstuhl ins Jenseits (1997), Der kleine Unterschied (1997), Dunckel (1998) e Der kleine Unterschied (1998), e dublou Fa Zhou na dublagem alemã de Mulan. Ele retornou à América para Voyage of Terror (1998).
As últimas apresentações de Buchholz incluem Kinderraub in Rio – Eine Mutter schlägt zurück (1998), Heller als der Mond (2000), The Enemy (2001), Der Club der grünen Witwen (2001), Traumfrau mit Verspätung (2001), Detective Lovelorn und die Rache des Pharao (2001), Abschnitt 40 (2001), Atlantic Affairs (2002) e In der Mitte eines Lebens (2003).

## Vida pessoal e morte
Em 1958, Buchholz casou-se com a atriz francesa Myriam Bru e tiveram dois filhos: Christopher, um ator, e a filha Beatrice.
Buchholz explicou em uma entrevista de 2000 que ele e Myriam tinham um acordo estável e duradouro, com a vida dela centrada em Paris e a dele em Berlim, a cidade que ele amava. Na mesma entrevista, Buchholz discutiu sua bissexualidade. Seu filho Christopher Buchholz, também ator, produziu um documentário de longa-metragem Horst Buchholz ... Mein Papa (2005) que considerou a sexualidade de Buchholz, como parte de uma exploração mais ampla de seu vida.
Buchholz morreu inesperadamente aos 69 anos em 3 de março de 2003 em Charité de pneumonia que se desenvolveu após uma operação para fratura de quadril. Berlim era a cidade à qual sua lealdade era consistente, e ele foi enterrado lá na Cemitério Heerstraße.

## Filmografia selecionada
- Die Spur führt nach Berlin (1952) como jovem na torre de rádio (sem créditos)
- Marianne de ma jeunesse (1955) como Vincent Loringer (somente versão alemã)
- Himmel ohne Sterne (1955) como Mischa Bjelkin
- Regine (1956) como Karl Winter
- Die Halbstarken (1956) como Freddy Borchert
- Herrscher ohne Krone (1957) como Rei Cristiano
- Robinson soll nicht sterben (1957) como Tom
- Bekenntnisse des Hochstaplers Felix Krull (1957) como Felix Krull
- Monpti (1957) como Monpti (quando jovem)
- Ein Stück vom Himmel (1957) como Cabriolet-Driver (sem créditos)
- Endstation Liebe (1958) como Mecky Berger
- Nasser Asphalt (1958) como Greg Bachmann
- Auferstehung (1958) como Nechljudoff
- Tiger Bay (1959) como Korchinsky
- Das Totenschiff (1959) como Philip Gale
- The Magnificent Seven (1960) como Chico
- Fanny (1961) como Marius
- One, Two, Three (1961) como Otto Ludwig Piffl
- Nine Hours to Rama (1963) como Nathuram Godse
- La noia (1963) como Dino
- La Fabuleuse Aventure de Marco Polo (1965) como Marco Polo
- Estambul 65 (1965), as Tony Mecenas
- Johnny Banco (1967) como Johnny Banco
- Cervantes (1967, no papel-título) como Miguel de Cervantes
- L'Astragale (1968) como Julien
- Come, quando, perché (1969) como Alberto
- La colomba non deve volare (1970) como Pablo Vallajo
- Le Saveur (1971) como Claude
- The Great Waltz (1972) como Johann Strauss Jr.
- ...aber Jonny! (1973) como Jonny
- Welcome Stranger (1973)
- Le Tueur du bout du monde (1974) como Mark Kalvin
- Derrick
  - Temporada 3, episódio 11: "Das Superding" (1976) como Gerke
  - Temporada 5, episódio 8: "Solo für Margarete" (1978) como Alexis
  - Temporada 7, episódio 8: "Auf einem Gutshof" (1980) como Richard Schulte
  - Temporada 10, episódio 2: "Die Tote in der Isar" (1983) como Arthur Dissmann
- Raid on Entebbe (1976, Telefilme) como Wilfried Böse
- Dead of Night (1977, Telefilme) como Michael
- Frauenstation (1977) como Dr. Schumann
- Logan's Run Temporada 1, episódio 3: "Capture" (1977) como James Borden
- The Return of Captain Nemo (1978) como Rei Tibor
- Charlie's Angels Temporada 3, episódio 3: Angel Come Home (1978) como Paul Ferrino
- The French Atlantic Affair (1979) como Dr. Chabot
- Contro 4 bandiere (1979) como Jürgen Dietrich
- Avalanche Express (1979) como Julian Scholten
- Berlin Tunnel 21 (1981) como Emerich Weber
- Aphrodite (1982) como Harry Laird
- Sahara (1983) como Von Glessing
- Wenn ich mich fürchte (1984) como Robert Feldmann
- Code Name: Emerald (1985) como Walter Hoffman
- I Skrzypce Przestały Grać (1988) como Dymitr Mirga
- Réquiem por Granada (1990) como Muley Hacén
- Aces: Iron Eagle III (1992) como Ernst Leichmann
- Tão Longe, Tão Perto (1993) como Tony Baker
- Fantaghirò 4 (1994) como Darken
- Pták Ohnivák (1997) como Rei Jorgen
- A Vida É Bela (1997) como Dottor Lessing
- Heller als der Mond (2000) como primeiro convidado
- The Enemy (2001) como Dr. George Ashton
- {Detective Lovelorn und die Rache des Pharao (2002) como Professor Svedenborg

## Dublagens
- Espoleta – Pinóquio (dublagem de 1951)
- Fa Zhou – Mulan (1998) (dublagem alemã)